# Protobasc
El protobasc és la reconstrucció de l'antecessor directe de la llengua basca, tal com podria haver estat possiblement parlat entre el segle v aC i el començament de l'era cristiana, en les àrees circumpirenenca i cantàbrica. Consisteix en un estat de la llengua anterior a la influència del llatí i als textos escrits.
Atès que no es coneix fins al moment cap altra llengua pròxima a l'idioma basc, les hipòtesis sobre el protobasc es desenvolupen per mitjà de la tècnica lingüística de la reconstrucció interna. En aquest àmbit, els treballs més importants, els devem als lingüistes Henri Gavel, Luis Michelena (Fonética histórica vasca), Alfonso Irigoyen, etc., i més recentment Joseba Lakarra, Joaquín Gorrochategui i Ricardo Gómez. Michelena i Lakarra s'ocupen de diferents estats de llengua del protobasc: l'estudi de Michelena es refereix a la llengua anterior a l'arribada dels romans, i el de Lakarra, a la llengua anterior a l'arribada dels celtes.
Val a dir que alguns autors han plantejat la possibilitat que el basc fos les restes de l'antiga llengua ibèrica, parlada pels ibers. La hipòtesi iberobasca, però, ha estat rebutjada posteriorment per altres teories.

## Gramàtica
Martinet va ser el primer que es va aproximar amb èxit al sistema fonològic del protobasc. En l'interior de paraula, en els préstecs del llatí, el tret [+/- sonor] de les explosives es mantenia, però en començament de paraula no succeïa així i tots resultaven sempre [+sonor] (per exemple, pacem > bake). S'havia proposat que en basc aquesta diferència només succeïa en l'interior de la paraula, però no semblaria normal entre les llengües del món. Martinet va portar al debat el sistema de les explosives del danès, en què el tret no és [+/-sonor] sinó [fortis/lenis], o sigui, un fonema té una realització més forta i altra de més feble. A part d'això, cadascú té una pronunciació diferent depenent de la seva posició forta (en començament de paraula) o feble (entre vocals). Les sonores llatines se'n suplien amb un o altre segons la seva posició. Luis Michelena va acceptar aquesta hipòtesi i, a més, la va ampliar a tot el sistema. Així, al costat dels parells de sibilants africades (fortes) i fricatives (lleus), i a més del format per les vibrants, va proposar les formes fortes (/N/ i /L/) de /n/ i /l/. El fonema /N/ explica per què la nasal geminada (escrita nn) del llatí es manté com a /n/ en el basc actual i la nasal simple del llatí ha desaparegut. De la mateixa manera, les /L/ avui es conserven com a /l/ i les que eren /l/ avui són /r/ simples. Aquests processos de lenició sembla que van succeir durant l'edat mitjana. A més d'això, Michelena va excloure la /m/ del sistema, perquè era un so secundari (gairebé sempre està en lloc d'una /b/ influïda per la proximitat d'una /n/); va excloure també el fonema /p/ perquè apareixia en distribució complementària, i els fonemes palatals, els va considerar com a expressius. Segons això, Michelena va proposar aquest sistema de consonants fortes-lleus que Lakarra també accepta:
/(p)/~/b/, /t/~/d/, /k/~/g/, /L/~/l/, /N/~/n/, /R/~/r/, /ts/~/s/, /tz/~/z/, a més de l'aspiració /(h)/.
Joseba Lakarra ha descrit en nombrosos treballs un patró protobasc antic de composició de veus monosíl·labes redoblades cap a l'esquerra, visible en mots moderns com gogor (de *gor) 'dur -a'; zezen (de *zen) 'brau'; zozo (de *zo) 'merla'; adar (de *dar → *da-dar) 'banya'; adats (de *dats → *da-dats) 'cabellera'; idi (de *di → *di-di) 'bou'; azal (de *zal → *za-zal) 'escorça'; eder (de *der → *de-der) 'bell -a'; odol (de *dol → *do-dol) 'sang'; ahantzi (de *nan → *na-nan → *anan-tz) 'oblidar'; har (de *nar → *na-nar → *anaR) 'cuc'; ihintz (de *nin → *ni-nin → *inin-tz) 'rosada'; ohol (de *nol → *no-nol → *onoL) 'post'; hur (de *nur → *nu-nur → *unuR) 'avellana'... Lakarra ha proposat el model sil·làbic CVC (consonant-vocal-consonant) per al protobasc antic.

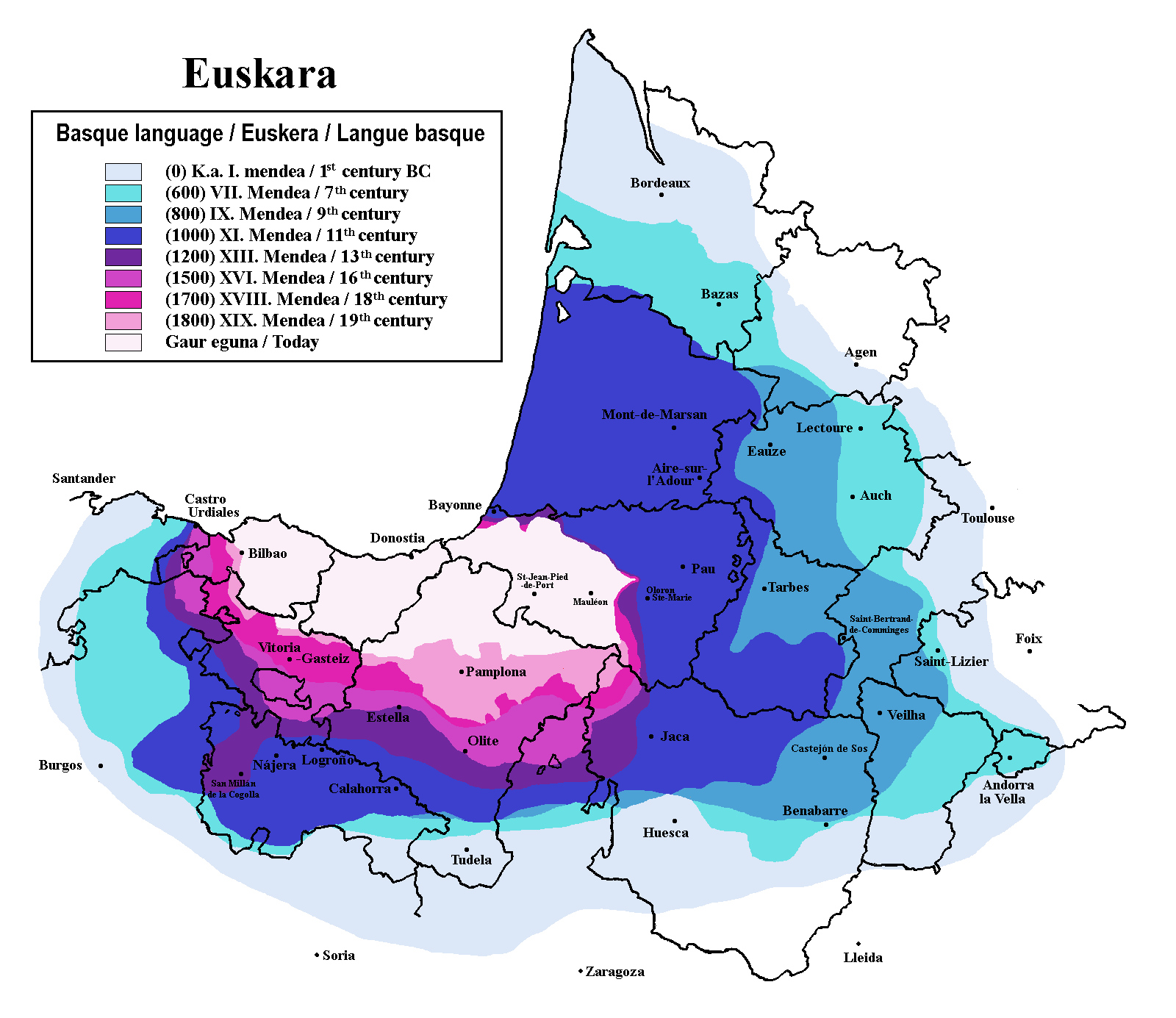
El retrocés territorial del basc des del fins a l'actualitat

Koldo Mitxelena va realitzar un treball de reconstrucció del protobasc dins la seva tesi doctoral Fonética histórica vasca (1961); hom pot citar entre altres fenòmens el pas de /N/~/n/ i de /L/~/l/ intervocàliques a /l/~/r/ i a /n/~/h/ modernes en basc comú enara (de *eNala), 'biscaí', elai (de *eLana) 'oreneta'; ahari (de *(h)anari) 'marrà'; ahuntz (de *(h)anuntz) 'cabra'; ardo (de *ardano) 'vi'; arpin (de *ardi-bini, lit. 'llengua d'ovella') 'plantatge'; artzain (de *ardi-zani) 'pastor d'ovelles'; arrain (de *arrani) 'peix'; mehe (de *bene) 'prim'; mihi (de *bini) 'llengua'; elai (de *eLana) 'oreneta'; hezur (de *enazur, *anezur?) 'os'; ikatz (de *enikatz o *inikatz) 'carbó'; gazta (de *gaztana) formatge; ihi (de *ini) 'jonc'; ohoin (de *onoin) 'lladre'; orga (de *organa) 'carro'; sehi (de *seni) 'vassall, criat', 'servent domèstic'; suhi (de *suni) 'gendre'; zain (de *zani) 'guarda'; zi(i) (de *zini) 'gla'.
A partir de les característiques del verbs sintètics i de la posició del participi i de la frase relativa, Ricardo Gómez ha proposat l'ordre VSO (verb-subjecte-objecte) per al protobasc antic en lloc de l'ordre SOV (subjecte-objecte-verb) del basc modern.
Mitxelena va detallar el patró de formació del verb antic; hom pot citar mod. jakin, 'saber' (de *e-aki-n), ibili, 'caminar' (de *e-biL-i), egon, 'estar' (de *e-go-n), izan, 'ser' (de *e-iza-n), joan, 'anar', i eraman, 'portar' (de *e-oa-n i de *e-ra-oa-n respectivament); *e-du-n, 'haver' com a participi de la flexió verbal dut / det / dot, 'he'.
Alfontso Irigoien va fer remuntar la flexió moderna di(n)ot, 'dic', di(n)ost, dinaust, 'm'ho diu', al participi *enau(t)si, que seria també la base d'euskara, euskera, 'llengua basca'.